# Joy Ekhator
Joy Ekhator (18 de octubre de 1985) es una deportista nigeriana que compitió en taekwondo. Ganó dos medallas de bronce en los Juegos Panafricanos en los años 2011 y 2015, y una medalla de bronce en el Campeonato Africano de Taekwondo de 2014.

## Palmarés internacional
| Juegos Panafricanos | Juegos Panafricanos               | Juegos Panafricanos | Juegos Panafricanos |
| Año                 | Lugar                             | Medalla             | Categoría           |
| ------------------- | --------------------------------- | ------------------- | ------------------- |
| 2011                | Maputo (Mozambique)               | Medalla de bronce   | –49 kg              |
| 2015                | Brazzaville (República del Congo) | Medalla de bronce   | –49 kg              |
| Campeonato Africano |                                   |                     |                     |
| Año                 | Lugar                             | Medalla             | Categoría           |
| 2014                | Túnez (Túnez)                     | Medalla de bronce   | –49 kg              |